# Straußdorf (Grafing bei München)

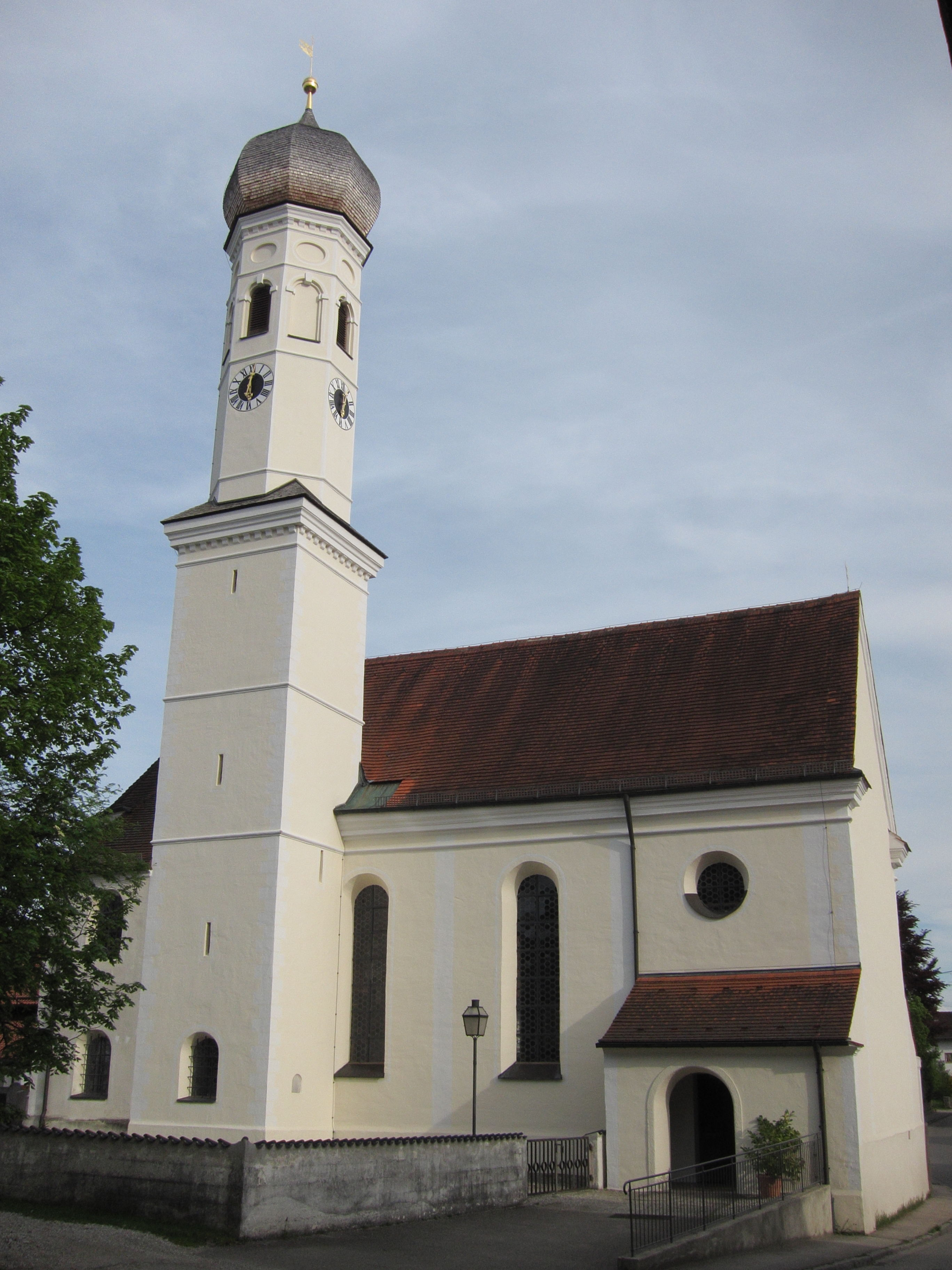
Pfarrkirche Johannes der Täufer

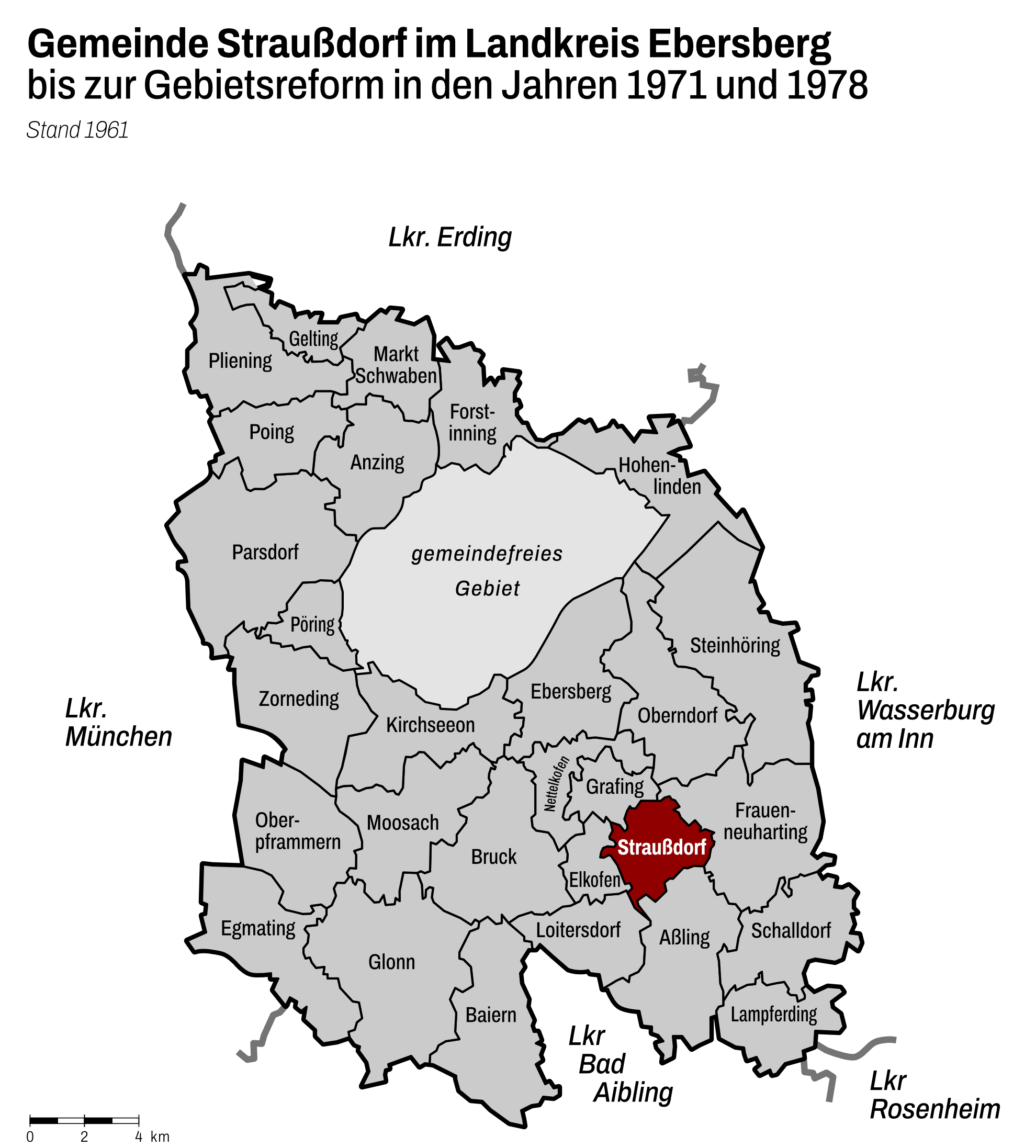
Die Gemeindegrenzen vor der Gebietsreform

Straußdorf ist ein Ortsteil der Stadt Grafing bei München im oberbayerischen Landkreis Ebersberg. Die ehemalige Gemeinde Straußdorf wurde zum Abschluss der Gebietsreform in Bayern am 1. Mai 1978 nach Grafing bei München eingemeindet. Sie entspricht etwa der heutigen Gemarkung Straußdorf innerhalb der Stadt Grafing bei München.

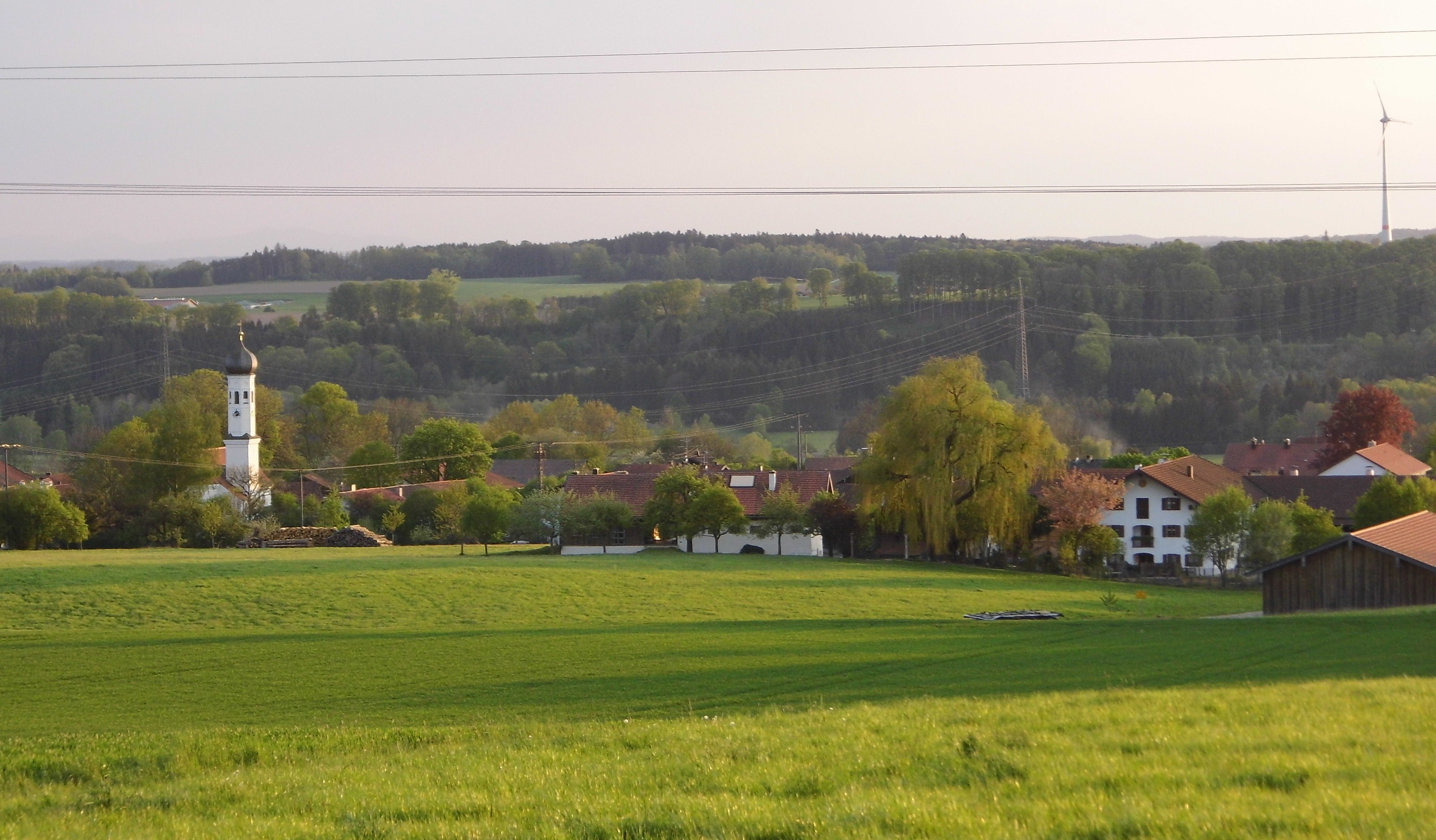
Straußdorf, gesehen von Voglherd, Blickri. Westen

Zur ehemaligen Gemeinde Straußdorf gehörten auch das Dorf Dichau, die Weiler Aiterndorf, Bergfeld, Filzhof, Katzenreuth und Voglherd, die Einöden Baumgartenmühle, Loch und Schauerach, sowie der ab den 1960er Jahren neu entstandene Ortsteil Neudichau. Die Gemeinde hatte eine Fläche von 979,62 Hektar.

## Baudenkmäler
Siehe auch: Liste der Baudenkmäler in Grafing bei München#Straußdorf
- Katholische Pfarrkirche St. Johann Baptist